# Лайош Баттяні
Граф Лайош Баттяні де Неметуйвар (угор. Németújvári gróf Batthyány Lajos) — угорський політик, голова уряду Угорщини під час Угорського повстання 1848—1849 років.

## Біографія
Походив з магнатського роду Баттяні. Поступив на військову службу, проте вже у 1827 році звільнився, щоб захистити дисертацію по праву в Загребському університеті і особисто зайнятися управлінням своїх маєтків. Через кілька років обраний до Верхньої палати Угорського парламенту і почав брати участь в діяльності національно орієнтованих кіл, які прагнули відокремлення Угорщини від Габсбурзької монархії.
7 квітня 1848 імператор Фердинанд I призначив його першим прем'єр-міністром парламентського уряду Угорщини.
Баттяні виявився здатним лідером, проте був змушений обирати між лояльністю монарху і прихильниками незалежності Угорщини. Баттяні встав на сторону прихильників незалежності і став одним з лідерів революції. Поранений в битві, узятий в полон. За допомогою переданого дружиною кинджала намагався накласти на себе руки (завдавши собі кілька ран в шию), але вижив і на наступний день був розстріляний за звинуваченням у державній зраді. Похований на будапештському цвинтарі Керепеші.
Був одним з трьох угорських патріотів, котрим Ференц Ліст присвятив відомий твір для піаніно «Траурний марш» (Funérailles) з підзаголовком «Жовтень 1849».
На його честь названа площа в Буді навпроти будівлі парламенту на березі Дунаю і прилегла станція метро. У 2002 році в Угорщині відкрито Юридичний коледж ім. Баттяні.
У радянській літературі про Угорське повстання 1848—1849 років роль Баттяні, який обіймав ліберально-реформаторські позиції, принижувалася в порівнянні з більш радикальними діячами Кошутом і Петефі.